# Cardigan (песня)
«Cardigan» (с англ. — «Кардиган») — песня американской певицы Тейлор Свифт, вышедшая 27 июля 2020 года на лейбле Republic Records в качестве лид-сингла её восьмого студийного альбома Folklore.
Сингл дебютировал на первом месте в американском хит-параде Billboard Hot 100, став шестым чарттоппером Свифт в США. Вместе с Folklore также дебютировавшим на первом месте в альбомном чарте Billboard 200 в одну неделю одновременно, Свифт стала первым в истории музыкантом с таким рекордным достижением двух дебютов: и сингл № 1 в Hot 100 и альбом № 1 в Billboard 200 одновременно. Песня также заняла первые места ещё в шести чартах: Billboard Alternative Airplay, Hot Rock and Alternative Songs, Streaming Songs, Alternative Digital Song Sales и Digital Song Sales (в последнем чарте это рекордный 20-й сингл на первом месте).

## История
Выход новой песни и альбома стало неожиданностью и сюрпризом для фанатов, так как об этом узнали лишь за несколько часов до релиза. Премьера песни прошла 24 июля 2020 года на канале YouTube (7:00 по московскому времени) одновременно с выходом альбома и вместе с музыкальным видео для трека. 27 июля она вышла в качестве лид-сингла на CD и на виниловых синглах (7" и 12") и на радиостанциях Contemporary Hit Radio и Hot Adult Contemporary.

## Музыка
«Cardigan» это медленная фолк и софт-рок баллада с нежными звуками пианино и ударами барабана в атмосфере угрюмого настроения. Свифт рассказала своим поклонникам, что «Cardigan» о «потерянной любви и о том, почему первая любовь так часто остаётся в наших воспоминаниях». По словам Десснера, «Cardigan» была первой песней Свифт, написанной с ним в сотрудничестве; он отправил Свифт материал, над которым работал, и она уже через несколько часов вернула ему трек с полностью написанной версией песни. Музыкально песня построена в тональности до минор и имеет быстрый темп в 130 ударов в минуту. Вокал Свифт варьируется от E♭3 до A♭4.

## Отзывы
Композиция, в целом, была одобрительно встречена музыкальными экспертами и обозревателями.
Кэлли Алгрим из Insider описала лирику как простую, резкую и чрезвычайно острую и пронзительную, о первой любви и невинности.
Джиллиан Мейпс из Pitchfork написала, что «накладывающиеся друг на друга детали и центральное обрамление — кардигана, забытого и найденного без раздумий — это настоящая Свифт».
Кортни Ларокка из Insider отметила влияние Ланы Дель Рей.
Лаура Снэпс из газеты The Guardian описала песню как «глубокую и мерцающую, как каменный бассейн в пещере».
Джилл Гутовиц из журнала Vulture охарактеризовала «Cardigan» как «очаровательный и, опять же, обидный».
Ханна Милреа из журнала NME определила песню как «кружащуюся смесь» блестящей продукции, падающих в обморок струн, мерцающего пианино и слов, которые источают боль юной любви, и похвалила способность Свифт «потрясающе» передавать сложные смешанные эмоции боли, ревности и горя в «великолепном» народном мотиве. Милреа поместила «Cardigan» на четвертое место в своем списке NME, в котором на данный момент находится 161 песня Свифт. Караг Медликотт и Wales Arts Review назвал эту песню «возрождением самоуважения, обнаруженным, как ни странно, через любовь к другому».
Филип Косорес из Uproxx заявил, что «Cardigan» «основан на ярких деталях и мелодичной теплоте, которая характеризует большую часть музыки [Свифт]». Маура Джонстон из Entertainment Weekly назвала текст песни «уверенным», но «слегка ожесточенным».
Ройзин О’Коннор из The Independent сравнила песню с «Call It What You Want» из шестого студийного альбома Свифт, Reputation (2017), в то время как Бобби Оливье из издания Spin сравнил её с треком «Wildest Dreams» из пятого диска 1989 (2014).

## Награды и номинации
На 63-й церемонии «Грэмми» «Cardigan» получила две номинации, включая пятую номинацию в категории Песня года, а также Лучшее сольное поп-исполнение.
| Церемония                                 | Год                             | Награда                                             | Результат | Ссылка        |
| ----------------------------------------- | ------------------------------- | --------------------------------------------------- | --------- | ------------- |
| MTV Video Music Awards                    | 2020                            | Song of the Summer                                  | Номинация | [ 20 ]        |
| UK Music Video Awards                     | 2020                            | Best Visual Effects in a Video                      | Номинация | [ 21 ]        |
| American Music Awards                     | 2020                            | Лучшее видео года                                   | Победа    | [ 22 ]        |
| MVPA Awards                               | 2020                            | Best Visual Effects in a Video                      | Номинация | [ 23 ]        |
| Gold Derby Music Awards                   | 2021                            | Best Music Video                                    | Номинация | [ 24 ] [ 25 ] |
| Gold Derby Music Awards                   | 2021                            | Song of the Year                                    | Победа    | [ 24 ] [ 25 ] |
| Gold Derby Music Awards                   | 2021                            | Record of the Year                                  | Победа    | [ 24 ] [ 25 ] |
| Nickelodeon Kid's Choice Awards           | Kids' Choice Awards (2021)      | Favorite Song                                       | Номинация | [ 26 ]        |
| Grammy Awards                             | 2021                            | Песня года                                          | Номинация | [ 19 ]        |
| Grammy Awards                             | 2021                            | Лучшее сольное поп-исполнение                       | Номинация | [ 19 ]        |
| ADG Excellence in Production Design Award | 2021                            | Short Format: Web Series, Music Video or Commercial | Номинация | [ 27 ]        |
| iHeartRadio Music Awards                  | iHeartRadio Music Awards (2021) | Best Lyrics                                         | Номинация | [ 28 ]        |
| RTHK International Pop Poll Awards        | 2021                            | Top 10 International Gold Song                      | Победа    | [ 29 ]        |
| RTHK International Pop Poll Awards        | 2021                            | Super Gold Song                                     | Победа    | [ 29 ]        |
| AICP Awards                               | 2021                            | Editorial: Music Videos                             | Номинация | [ 30 ] [ 31 ] |
| Myx Music Awards                          | 2021                            | International Video of the Year                     | Номинация | [ 32 ]        |
| Nashville Songwriters Awards              | 2021                            | Ten Songs I Wish I’d Written                        | Победа    | [ 33 ]        |

### Итоговые списки
| Публикация | Список                             | Ранг | Ссылка |
| ---------- | ---------------------------------- | ---- | ------ |
| Billboard  | The 100 Best Songs of 2020         | 11   | [ 34 ] |
| Cleveland  | Best Songs of 2020                 | 6    | [ 35 ] |
| Complex    | Waiss Aramesh’s Best Songs of 2020 | 3    | [ 36 ] |

## Коммерческий успех
«Cardigan» дебютировал в глобальном чарте Spotify с 7,742 млн стрим-потоками, что стало лучшим показателем в 2020 году.
Песня дебютировала на первом месте в Австралии, став там для Свифт шестым чарттоппером и первым после 2017 года, когда лидировал хит «Look What You Made Me Do». Он стал одним из пяти синглов, сразу дебютировавших в лучшей австралийской десятке top-10 с альбома Folklore.
В Великобритании песня дебютировала на шестом месте вместе с ещё двумя другими треками из того же альбома в top-10, доведя общее число хитов Свифт до 16 в британском top-10 и сделав её первой женщиной в истории с тремя одновременными дебютами в лучшей десятке.
В США «Cardigan» дебютировала на первом месте в основном национальном хит-параде Billboard Hot 100, став там шестым чарттоппером Свифт и вторым дебютом сразу на № 1 после сингла «Shake It Off» (2014). Это сделало Свифт первым в истории музыкантом с двумя одновременными (в одну неделю) дебютами и в альбомном чарте Billboard 200 и в сингловом Hot 100. Теперь у Свифт стало 28 хитов в десятке лучших, где также дебютировали и ещё два хита с альбома — «The 1» и «Exile». Более того, это увеличило её же рекорд для женщин с наибольшим числом дебютов в top-10 до 18. В неделю, оканчивающуюся на 30 июля было 34 млн стримов в США и 71 тыс. копий продано в первую неделю релиза «Cardigan», который благодаря этому также возглавил ещё 6 других чартов журнала Billboard: Streaming Songs, Alternative Streaming Songs, Digital Song Sales, Alternative Digital Song Sales, Hot Rock and Alternative Songs и Alternative Airplay. Это ещё более увеличило исторический рекорд Свифт как музыканта с наибольшим числом хитов на первом месте в цифровом чарте Digital Song Sales до 20.

## Музыкальное видео
Его режиссёром стала сама Свифт, а продюсером — Джил Хардин, кинооператор Родриго Прието, исполнительный продюсер Rebecca Skinner, AD Joe Osbourne, редактор Chancler Haynes, дизайнеры спецэффектов David Lebensfeld, Grant Miller и Ethan Tobman.
В начале видеоклипа Свифт сидит в уютной затемнённой комнате за старинным пианино в ночной рубашке. Поднявшись на то же пианино, Свифт волшебным образом переносится в покрытый мхом лес и играет песню на другом пианино, производящем водопад. Затем она снова перемещается в новое место, на этот раз в тёмное озеро, где находясь в воде, держится за плывущее пианино.
6 февраля 2022 года видео стало 39-м клипом Свифт с более чем 100 млн просмотров на YouTube.

### Съёмки
Свифт связалась с кинематографистом Родриго Прието в начале июля для работы над видео; Прието ранее работал над музыкальным видео для песни «The Man», официального сольного режиссёрского дебюта Свифт. В качестве режиссёра Свифт работала с помощником режиссёра Джо Осборном и сценографом Итаном Тобманом. Свифт разработала концепцию для видео, который Прието назвал «более двусмысленным», «более личным» и «более фантастическим», чем «The Man». В преддверии съемок Свифт составила список с подробным описанием сцен видео с конкретными временными последовательностями в песне и отправила визуальные ссылки Прието и Тобману, чтобы передать своё видение этого клипа.
Продолжающаяся пандемия COVID-19 поставила много проблем перед съемкой, и были предприняты строгие меры безопасности. Все члены команды проходили тестирование на COVID-19, всё время носили маски и максимально соблюдали социальное дистанцирование. Медицинский инспектор на месте следил за соблюдением правил техники безопасности COVID-19. Поскольку Свифт должна была оставаться без масок в течение большого количества времени во время съёмок, члены съемочной группы носили браслеты с цветовой кодировкой, чтобы обозначить тех, кому разрешено находиться в тесном контакте с ней. Кроме того, всё видео было снято с камеры, установленной на роботизированной руке, управляемой удалённым оператором.
Помимо режиссуры и роли актёра, Свифт также сама сделала свой собственный макияж, прическу и укладку для этого видео. Чтобы не допустить утечки песни, Свифт носила внутриканальные наушники и синхронизировала движение губ с песней. Всё видео было снято в помещении в течение полутора дней.

## Список треков
- Цифровые загрузки и стриминг[50]

1. «Cardigan» — 3:59

- CD, виниловые грампластинки (7" и 12")[51]

1. «Cardigan» — 3:59
2. «Songwriting Voice Memo»

- CD, цифровые загрузки, стриминг, виниловые грампластинки (7" и 12") (версия «комната при свечах», cabin in candlelight)[51]

1. «Cardigan» (cabin in candlelight version) — 3:48

## Участники записи
По данным Tidal.
- Тейлор Свифт — вокал, автор
- Аарон Десснер — автор, продюсер, программирование ударных, перкуссия, фортепиано, бас-гитара, электрогитара, синтезаторы
- Бенджамин Ланц — синтезаторы
- Юки Нумата Резник — скрипка, альт
- Джеймс Макалистер — программирование ударных
- Кларис Йенсен — виолончель
- Белла Бласко — звукоинженер
- Кайл Резник — звукоинженер
- Лора Сиск — звукозапись вокала
- Джонатан Лоу — звукоинженер, микширование
- Рэнди Меррилл — мастеринг
- Дейв Нельсон — тромбон

## Чарты
| Чарт (2020)                                    | Высшая позиция |
| ---------------------------------------------- | -------------- |
| Австралия (ARIA)                               | 1              |
| Австрия (Ö3 Austria Top 40)                    | 46             |
| Бельгия/Фландрия (Ultratip Bubbling Under)     | 2              |
| Бельгия/Валлония (Ultratip Bubbling Under)     | 21             |
| Канада (Billboard Canadian Hot 100)            | 3              |
| Канада (Billboard AC)                          | 25             |
| Канада (Billboard CHR/Top 40)                  | 22             |
| Канада (Billboard Hot AC)                      | 12             |
| Чехия (Singles Digitál Top 100)                | 29             |
| Дания (Tracklisten)                            | 19             |
| Германия (GfK)                                 | 67             |
| Венгрия (Stream Top 40)                        | 29             |
| Ирландия (IRMA)                                | 4              |
| Япония (Billboard Japan Hot 100)               | 94             |
| Нидерланды (Single Top 100)                    | 57             |
| Новая Зеландия (Recorded Music NZ)             | 2              |
| Норвегия (VG-lista)                            | 27             |
| Португалия (AFP)                               | 21             |
| Шотландия (OCC Scotland)                       | 16             |
| Сингапур (RIAS)                                | 2              |
| Словакия (Singles Digitál Top 100)             | 45             |
| Швеция (Sverigetopplistan)                     | 31             |
| Швейцария (Schweizer Hitparade)                | 51             |
| Великобритания (OCC UK Singles) ·              | 6              |
| США (Billboard Hot 100) ·                      | 1              |
| США (Billboard Adult Contemporary)             | 12             |
| США (Billboard Adult Pop Airplay)              | 8              |
| США (Billboard Pop Airplay)                    | 17             |
| США (Billboard Hot Rock & Alternative Songs) · | 1              |
| США (Streaming Songs Billboard)                | 1              |
| США Rolling Stone Top 100                      | 1              |

| Чарт (2020)                                   | Позиция |
| --------------------------------------------- | ------- |
| США (Adult Contemporary, Billboard)           | 31      |
| США (Adult Top 40, Billboard)                 | 24      |
| США (Hot Rock & Alternative Songs, Billboard) | 6       |

| Чарт (2021)                                   | Позиция |
| --------------------------------------------- | ------- |
| США (Hot Rock & Alternative Songs, Billboard) | 53      |

## Сертификации
| Регион                                                                      | Сертификация  | Продажи |
| --------------------------------------------------------------------------- | ------------- | ------- |
| Канада (Music Canada)                                                       | 2× Платиновый | 160 000 |
| Норвегия (IFPI Norway)                                                      | Золотой       | 30 000  |
| Португалия (AFP)                                                            | Золотой       | 5000    |
| Великобритания (BPI)                                                        | Золотой       | 400 000 |
| Данные о продажах + прослушиваниях приведены только на основе сертификации. |               |         |

## История релиза
| Регион | Дата           | Формат                              | Версия               | Лейбл     | Ссылка        |
| ------ | -------------- | ----------------------------------- | -------------------- | --------- | ------------- |
| Разные | 24 июля 2020   | Цифровые загрузки стриминг          | Оригинальная         | Republic  | [ 94 ]        |
| Разные | 27 июля 2020   | CD винил                            | Оригинальная         | Republic  | [ 51 ]        |
| Италия | 27 июля 2020   | Contemporary hit radio              | Оригинальная         | Universal | [ 95 ]        |
| США    | 27 июля 2020   | Hot adult contemporary              | Оригинальная         | Republic  | [ 96 ]        |
| США    | 28 июля 2020   | Contemporary hit radio              | Оригинальная         | Republic  | [ 97 ]        |
| Разные | 30 июля 2020   | Цифровые загрузки стриминг CD винил | Cabin In Candlelight | Republic  | [ 98 ] [ 99 ] |
| Разные | 7 августа 2020 | Альбомный трек - CD кассета винил   | Делюксовая           | Republic  | [ 100 ]       |

## Кавер-версии
29 сентября 2020 года английский рок-певец Yungblud в эфире программы BBC Radio 1 Live Lounge исполнил свою кавер-версию песни «Cardigan». Поп-рок-версию записала группа Twenty One Two (21 августа 2020).
18 октября 2021 года сразу два участника американской конкурса «Голос» (21-й сезон The Voice USA) исполнили свои кавер-версии «Cardigan»: Jack Rogan и Sabrina Dias.